# La Red (canal de televisión de Chile)
La Red (legalmente, Compañía Chilena de Televisión S.A.) es un canal de televisión abierta chileno propiedad de Albavisión. La estación es miembro de la Asociación Nacional de Televisión, de la Red de Noticias Albavisión y anteriormente estuvo afiliada a la Organización de Telecomunicaciones de Iberoamérica. Junto a Telecanal y TV+, La Red es considerado uno de los canales generalistas de menor recepción de audiencia en el país. Desde 1991 hasta 2014, el canal operó en instalaciones adyacentes al complejo de Chilefilms en Las Condes. En 2014 inauguró un complejo propio de producción en la comuna de Macul, el que cuenta con tres estudios.
Tanto La Red como el canal 2 de Santiago, Telecanal, pertenecerían al Grupo Albavisión; así, ambas serían las únicas señales de televisión abierta en Chile que tienen un mismo dueño, a pesar de que la legislación nacional y los entes reguladores han bloqueado esta situación de propiedad en otros casos similares, incluyendo el que llevó a la quiebra al concesionario antecesor de la frecuencia 2 en 1999.
A causa de una prolongada crisis financiera que se arrastra desde inicios de 2022, la estación ha enfrentado desde entonces una fuga de rostros, despidos masivos, la paralización total de su producción local, incumplimientos en sus obligaciones comerciales, y huelgas de su personal técnico y administrativo. A marzo de 2025, la deuda tributaria arrastrada de La Red asciende a más de CL$ 81 784 millones, unos US$ 88 millones. 

## Historia

### 1990-1999: Inicios y cambios de administración
El 20 de enero de 1990, el Gobierno llamó a una licitación para que privados se adjudicaran la concesión y operación de diez emisoras a nivel nacional. Una de estas –el canal 4 de San José de Maipo, entonces una repetidora de Televisión Nacional– fue adjudicada a la sociedad conformada por Jaime Castro y Compañía (1%) y ChileFilms Artes y Comunicaciones S.A. (99%), la que ofreció 1,2 millones de dólares por la frecuencia.
Luego de emitir en pruebas durante los primeros meses de 1991, las transmisiones oficiales arrancaron el 12 de mayo de ese año, con Sergio Melnick como director general de la emisora. Desde entonces, destacó por ser el primer canal en incorporar espacios de servicio público estables en su programación. Fue considerado durante mucho tiempo un «semillero» de conductores, ya que al poco tiempo sus figuras eran contratadas por grandes canales nacionales como TVN y Canal 13, como en el caso de Kike Morandé, Eli de Caso, Raúl Alcaíno y Mauricio Israel, entre otros.
Este canal desde sus inicios, también logro formar un Departamento de Prensa, siendo su primer programa informativo "Noticias en La Red" que contaba con 4 emisiones en cada jornada, además de boletines horarios. Su primer informativo se transmitió el 12 de mayo de 1991, y estuvo conducido por la periodista Maria Inés Alliende, quien provenía de Televisión Nacional. El canal también transmitió parte de la programación de la cadena "ECO", perteneciente a Televisa.
En la década de 1990, La Red se caracterizó por sus continuos cambios de administración, por la cual desfilaron Copesa, la canadiense Canwest (hoy Shaw Communications), el empresario Jorge Mackenna Vergara (entonces representante de Rafael Araneda, que conducía Revolviéndola) y la mexicana TV Azteca, lo que derivó en múltiples renovaciones de su imagen corporativa, cambios de programación y paupérrimos resultados en audiencia.
Pese a la continua rotación administrativa, la estación adquirió los derechos de transmisión de las Clasificatorias sudamericanas para el Mundial de Fútbol Francia '98, los que terminó revendiendo a TVN en 1996 por la deplorable condición económica y administrativa en la que se encontraba este medio de comunicación. Durante ese tiempo, se destacaron los análisis de fútbol con Eduardo Bonvallet, y el debut en televisión del relator Claudio Palma.

### 1999-2006: Llegada de Albavisión
Sin embargo, con el arribo de Albavisión a la estación y de la mano del exgerente de programación de Mega José Manuel Larraín en la dirección ejecutiva, La Red comenzó a vivir su mejor etapa, específicamente desde agosto de 1999.
El canal ve potenciada su parrilla gracias a un acuerdo de exclusividad con Televisa, logrando estrenar telenovelas como Camila, Alondra o Abrázame muy fuerte, además de adjudicarse los derechos de exclusividad de los shows de Chespirito (a excepción de El Chavo del 8, cuya exclusividad estuvo en manos de Mega hasta 2017 y luego por TVN, desde 2019 hasta mediados de 2020 y nuevamente desde 2024).
Otra de las cartas que le permitieron a La Red mejorar su parrilla fue la exhibición exclusiva en televisión abierta de varias películas taquilleras de la época, como la saga de Harry Potter, cuya exhibición le valió obtener altas cifras de índice de audiencia en horario prime.
Además, repotenció su departamento de prensa, rebautizando los informativos como Telediario, los cuales inauguraron la participación interactiva con los televidentes, además de la creación de diversos espacios informativos como Hoy día u Hoy en La Red.
También dentro de su programación La Red emitió las primeras temporadas del programa de Telemundo Sala de Parejas (actual Caso Cerrado) conducido por la doctora Ana María Polo entre los años 2002 y 2007 cuando en ese último año finalizó el contrato entre el canal y Telemundo para posteriormente ser emitido por Mega. La Red fue el primer canal chileno en adquirir el programa de la doctora Polo que posteriormente pasó a ser emitido por otros canales de televisión chilenos.
Esto llevó al canal a tener el mejor índice de audiencia promedio anual de su historia en este periodo junto a un desempeño económico impecable (fue el canal de televisión con mejor expectativa de utilidades entre 2003 y 2007) y una parrilla sencilla pero eficiente, llevando a La Red a disputar el cuarto lugar de audiencia que ostentaba en ese entonces Chilevisión, incluso relegando a ese canal al quinto lugar de audiencias.
Dentro de los hitos de esta etapa, está la retransmisión por primera y única vez de un Campeonato Mundial de Fútbol: el Mundial de Alemania 2006. Esto derivó en la emisión de 3 programas deportivos alusivos a la competencia: Impacto Deportivo, Todos con Red y Compactos en Red.
En este periodo, La Red deja de estrenar contenidos y disminuye la producción propia, decisiones que impactaron en el rating general de la estación.  La notoria debilitación de su parrilla y la arremetida programática de Chilevisión y Mega fueron claves para desencadenar una nueva y lenta caída de la estación privada, que desde 2007 a la fecha solo vio números rojos en sus arcas y más problemas administrativos de los que ya había.

### 2009-2014: Consolidación
Entre 2009 y 2010, La Red nuevamente vive un lamentable momento económico y de audiencias: buena parte de su programación estaba formada por series, telenovelas y películas «envasadas», mezcladas con muy pocos programas en directo. En un intento por revitalizar la alicaída pantalla, el 9 de marzo de 2009 Red Televisión pasa a denominarse nuevamente La Red.
Para revertir esta situación, en agosto de 2010 asume la dirección ejecutiva del canal Javier Urrutia Urzúa, quien hasta mediados de 2010 fuera gerente general del canal de televisión peruano Latina. José Manuel Larraín, en tanto, asume la presidencia del directorio.
Su llegada se tradujo en un aumento sostenido de la programación nacional, destacando el cambio de horario de programas como Intrusos; la creación de otros nuevos, como el magacín Mujeres primero; la reapertura del departamento de prensa, con Noticias en La Red con Felipe Vidal y Hora 20, informativo de opinión con Alejandro Guillier y Beatriz Sánchez, entre otros.
En enero de 2011, debuta Expediente S, conducido por Juan Andrés Salfate, y el estelar Mentiras verdaderas, conducido en sus inicios por Eduardo Fuentes; además, se suma el espacio de automóviles Tacómetro TV. Durante ese año, el canal transmite la exitosa teleserie colombiana Yo soy Betty, la fea, la cual hace aumentar la sintonía del canal durante su emisión con índices de audiencia históricos: los capítulos marcan un promedio de 9 a 10 puntos, llegando a un peak de sintonía histórico de 16,5 puntos durante el capítulo final de la teleserie.
La adquisición de la serie melodramática mexicana La Rosa de Guadalupe también otorga al canal un alto índice de audiencia, posicionándose como líder en su franja y entre el público juvenil. La Red también emite la Trilogía de las Marías, compuesta por las telenovelas de Televisa María Mercedes, Marimar y María la del barrio, protagonizadas por la actriz, cantante y modelo mexicana Thalía, siendo las dos últimas las más exitosas.
Estas nuevas adiciones a la parrilla se suman a la producción local de la estación, como Cada día mejo y Mesa reservada con Alfredo Lamadrid;Mañaneros, con la conducción de Magdalena Montes; Así somos, junto a Juan José Gurruchaga; el espacio de concursos Llámame; Cara a cara, el espacio de entrevistas de Tomás Cox; el microespacio Cita con la historia, y El tiempo en La Red. En agosto de 2011 lanza su sitio web y señal en línea lared.cl.
A pesar del empuje programático, La Red continuó en el quinto lugar de audiencia, pero con peaks sobre los 2 y 3 puntos de rating; incluso logrando altos índices en programas como 'Mentiras verdaderas' o Así Somos, los cuales ocasionalmente marcaron sobre 7 puntos de audiencia en línea.

### 2014-2019: Nuevos estudios de televisión y crisis
En noviembre de 2012, Javier Urrutia anuncia que durante el segundo semestre de 2013, La Red se trasladará a nuevas instalaciones en la comuna de Macul, en los terrenos que alojaron previamente las bodegas y centro de distribución del laboratorio Roche en Chile, ubicadas en Avenida Quilín; esto, tras descartar la licitación de los estudios de Chilevisión en Providencia por problemas en el proceso, y enterrando la posibilidad de ocupar terrenos adquiridos a inicios de la década en Ciudad Empresarial.
La inversión alcanzó US$15 millones, e incluyó la compra del terreno de 20.000 m², la remodelación y habilitación del edificio principal, y la construcción de tres estudios equipados con tecnología de alta definición que juntos suman 1.286 m²; una superficie 30% mayor a los anteriores de la televisora.
El nuevo centro de televisión comenzó a operar en pruebas a partir del 6 de enero de 2014, con la transmisión de Mujeres primero, Mañaneros e Intrusos desde los jardines del complejo. Esto marcó el inicio del fin del arriendo del edificio de Manquehue Sur 1201 en Las Condes -propiedad de Chilefilms-, el que retrasó la renovación tecnológica del canal.
La transición total al complejo de Macul se produjo en abril de 2014. Posteriormente a la salida de La Red, los estudios de Manquehue Sur 1201 fueron arrendados a Chilefilms por Mega como base temporal de sus áreas dramática y reality; en ellos se grabaron escenas interiores de las teleseries Pituca sin lucas y Papá a la deriva hasta la inauguración de las nuevas instalaciones en Av. Vicuña Mackenna.
En este mismo año unos meses más tarde, el canal presenta su renuncia a la Anatel, sin embargo, continúa emitiendo algunas transmisiones nacionales, tales como la Teletón.
Tras registrar pérdidas por $4 mil millones el año fiscal anterior a causa de los altos costos de la renovación tecnológica y la intensa competencia en la industria televisiva nacional, a mediados de abril de 2015 Urrutia justificó una sorpresiva cancelación de espacios y la fuga de rostros del canal en una entrevista a La Tercera, anunciando que "si el mercado no repunta, es posible que tenga que tomar esa decisión con respecto a otros programas". El 30 de abril se hace pública la modificación de la parrilla de producción nacional y el cierre del departamento de prensa, acompañado al despido de rostros y 25 funcionarios de producción y técnicos. Entre ellos, destacaron la salida del periodista Felipe Vidal tras 20 años en la estación, y la cancelación de Vigilantes, conducido por Nicolás Copano, quien terminó entre lágrimas su capítulo final. Los noticieros Hora 07 y Hora 20 - este último presentado por Beatriz Sánchez y Verónica Franco - fueron reemplazados por Chespirito, telenovelas y series envasadas extranjeras, respectivamente.
Tras 7 años al mando de la estación, el 10 de mayo de 2017, Urrutia renuncia como director ejecutivo de La Red, permaneciendo en el cargo hasta el 30 de mayo. El cargo fue asumido de forma interina por la gerenta general Isabel Boegeholz hasta 2018, cuando regresa José Manuel Larraín a la dirección ejecutiva.
El 21 de agosto de 2018, La Red vuelve a ser parte de la Asociación Nacional de Televisión (Anatel), después de más de cuatro años fuera del gremio. A mediados de 2019 reactiva su departamento de prensa con el estreno de Punto Noticias, sin emisión fija y solo constando de avances durante la programación y transmisiones especiales, como las del eclipse solar del 2 de julio de 2019 y las protestas en Chile de 2019. Finalmente, debuta una edición a las 14:30 horas que se traslada en diciembre a las 13:00 horas tras la cancelación de Intrusos.

### 2020-presente: 30 años, era Gutiérrez y nueva crisis
El 28 de mayo de 2020, Larraín Melo renuncia a la dirección ejecutiva de La Red. A través de un comunicado de prensa, desde Albavisión informaron que su puesto sería asumido de manera interina por el periodista Víctor Gutiérrez Prieto; a poco de asumir, Gutiérrez da un giro en la línea editorial de la estación, posicionando en pocos meses a La Red como un canal independiente, con una línea editorial progresista, y alternativo a la oferta informativa y de entretención del panorama de medios nacionales.
Durante la gestión de Gutiérrez se estrenan los espacios periodísticos Pauta libre, con la participación de la Premio Nacional de Periodismo Mónica González, las periodistas Mirna Schindler, Yasna Lewin y Paula Molina, y el periodista José Antonio Neme, además de los boletines informativos La REDacción; se refuerza el contenido de Mentiras Verdaderas con la participación como panelistas de los periodistas Mirko Macari, Mauricio Weibel y el sociólogo Alberto Mayol; debutan Las Gansas y Chilezuela, espacios orientados a las comunidades LGBTIQA+ y venezolanas, además del espacio humorístico Políticamente Incorrecto, con Belén Mora y Rodrigo «Toto» Acuña. Además, durante octubre se estrena el regreso del estelar Cóctel, liderado por Natalia Mandiola, Nacho Pop y Marcelo Maroccino.
De acuerdo a un perfil publicado por el Diario Financiero en 2021, el paso de Gutiérrez por La Red sería temporal, ya que su foco estaría en devolverle atracción a la pantalla para mejorar sus índices de audiencia y ventas comerciales a niveles que permitan hacerla autosustentable más allá de las inyecciones de capital anuales que realiza Albavisión para mantener el canal al aire; todo esto en un plazo de dos años, tras lo cual el periodista dejaría la dirección ejecutiva en manos de otro directivo local.
La Red informó en enero de 2022 a la Comisión para el Mercado Financiero pérdidas durante el año fiscal 2021 por $10 009 millones, las que prácticamente se quintuplicaron respecto al ejercicio 2020, cuando alcanzaron $ 2 219 millones en el mismo período. Ante el Servicio de Impuestos Internos, las pérdidas acumuladas al cierre del ejercicio 2021 se cuantifican en $ 70 158 millones, sumando a las generadas durante ese año otros $ 60 750 millones arrastrados de años anteriores. A mediados de abril, la estación hizo público un cambio de programación que resultará en la emisión de 93 horas semanales de infomerciales, superando ampliamente lo ya exhibido por TV+ y Telecanal, y que involucrará la salida de pantalla de La Rosa de Guadalupe tras 12 años de emisión en el horario de las 20 horas.
El lunes 6 de junio, y tras una asamblea del sindicato de la estación realizada el viernes anterior, los trabajadores del canal votaron llevar a cabo una protesta "de brazos caídos" indefinida ante el no pago de sueldos y cotizaciones previsionales del personal, los que se adeudan –en algunos casos– desde febrero; las emisiones en vivo de Hola Chile y Mentiras Verdaderas fueron reemplazadas por capítulos de Plaza Sésamo, Como dice el dicho y programación envasada cultural, mientras que en horas de la tarde trascendidos recogidos por radio ADN apuntaban a la renuncia de Gutiérrez como director ejecutivo de La Red, la que fue confirmada hacia el final del día.
A los pocos días, el medio digital Interferencia revela que Gutiérrez había intentado asegurar una nueva inyección de capital por parte de Albavisión para afrontar el difícil panorama económico de la estación viajando a Estados Unidos, la que no fue concedida, y la existencia de un interventor contable de Remigio Ängel González instalado en los estudios de La Red desde mediados de mayo. El artículo señala además que los sueldos y obligaciones pendientes del personal serían saldados durante la segunda semana de junio, atribuye — de acuerdo a fuentes de la estación - un porcentaje no determinado de las pérdidas a las administraciones anteriores, y confirma que Gutiérrez continuará ligado al controlador de La Red desde México, donde asesorará la búsqueda y elección de su sucesor en el cargo.
El 22 de septiembre, tras una reunión del director ejecutivo Marcelo Pandolfo con el presidente de ANATEL y el director de la Fundación Teletón, se hizo oficial la transmisión de la versión 2022 de la Teletón por las pantallas de La Red, superando así el conflicto generado por los cuestionamientos a la transparencia de la fundación durante la administración Gutiérrez.
A mediados de diciembre de 2022, el personal del canal vota nuevamente la huelga por los sueldos impagos del mes anterior, poniendo fin definitivo a Hola Chile y dando paso a una parrilla compuesta en un 100% por programación envasada e infomerciales. En febrero de 2023, Eduardo de la Iglesia renuncia a La Red tras 9 años como rostro, mientras que durante mayo Julia Vial, Álvaro "Nacho Pop" Reyes, Juan Andrés Salfate y Michel Roldán también dejan la estación; a mediados de año, sólo tres programas de producción externa ocupan la programación del canal: El Disidente — programa de conversación conducido por Oscar Céspedes, periodista ligado a la ultraderechista Fundación Nueva Mente de Teresa Marinovic-, La Picá de mi Compadre — un espacio cultural presentado por el actor Adriano Castillo - y La Caja de Pandora, un espacio de entretención que reemplazará a Mentiras Verdaderas en horario estelar desde el 5 de julio, y que de acuerdo a sus productores será conducido por "una inteligencia artificial" llamada Pandora.

## Controversias

### Emisión de entrevista alComandante Ramiroy "Telefonazo" desde La Moneda
En un reportaje publicado por Interferencia el 28 de marzo de 2021, se hizo pública una llamada que Magdalena Díaz —asesora y Jefa de Gabinete de Sebastián Piñera en la Secretaría de Comunicaciones del Ministerio Secretaría General de Gobierno– realizó a Remigio Ángel González, propietario de Albavisión, a mediados del mes de marzo. De acuerdo a la investigación periodística, Díaz habría conseguido uno de los números personales y privados del controlador de La Red, quien reside en Miami, presuntamente gracias a una gestión del ex director ejecutivo de la estación Javier Urrutia.  
En la llamada, Díaz le habría manifestado a González la molestia del gobierno por la emisión el 15 de marzo en el programa Mentiras Verdaderas de una entrevista a Mauricio Hernández Norambuena, uno de los autores del asesinato de Jaime Guzmán, la que fue realizada desde el interior de la cárcel de Alta Seguridad de Santiago. Además, la asesora le habría manifestado que Piñera estaba preocupado por la línea editorial de La Red, expresándole que “su canal se fue a la izquierda”, y que "el daño que se le hace a la democracia con esta línea editorial es complicado pues genera divisiones en el país”, solicitándole además que interviniera la gestión de Víctor Gutiérrez en la dirección ejecutiva de la estación. De acuerdo al reportaje, el dueño de Albavisión escuchó a Magdalena Díaz, pero le respondió que Gutiérrez y su gestión cuentan con su plena confianza, negándose a la solicitud de La Moneda, y que lamentaba las repercusiones por la entrevista, pero que eran previsibles en el ejercicio del periodismo y de la libre expresión.
La información fue confirmada por Alejandra Matus y Mirko Macari, periodistas panelistas de espacios del canal, durante la jornada del 19 de marzo a través de sus cuentas en Twitter. El 14 de abril, durante la emisión de Mentiras Verdaderas, La Red confirmó oficialmente la veracidad de la llamada, y anunció que acudiría a informar el hecho ante la Comisión Interamericana de Derechos Humanos representada por el abogado y ex-director del Instituto Nacional de Derechos Humanos Branislav Marelic, ya que de acuerdo a la estación el llamado de Magdalena Díaz constituye una intromisión antidemocrática de La Moneda ante el libre ejercicio de la prensa.
Tras la presentación de un amparo a favor de Víctor Gutiérrez presentado por el senador Alejandro Navarro, Díaz declaró a través de su abogado Samuel Donoso que la acción fue realizada "a título personal", calificando el episodio como una "queja" dentro de una "simple" conversación telefónica, y agregando que la Jefa de Gabinete de Piñera "no recurrió ni llamó para manifestar su intención de interferir en el contenido de los programas presentes o futuros, simplemente le dio a conocer [a González] su legítima opinión sobre una entrevista que le resultaba inaceptable, dañina para la convivencia democrática y provocativa en cuanto es condescendiente con la violencia y el terrorismo".
La emisión del capítulo de Mentiras Verdaderas del 15 de marzo recibió 313 denuncias ante el Consejo Nacional de Televisión, las que argumentaron que la entrevista a Hernández Norambuena “fomento la violencia y el discurso de odio”; es un “daño a la democracia y la paz social”, y que representaba un “daño a la dignidad de la familia de Jaime Guzmán”, entre otras razones. En la sesión ordinaria del 5 de abril, el CNTV resolvió por 6 votos a favor y 5 en contra formular cargos a La Red, al concluir que hubo “un actuar negligente y condescendiente frente a la apología de la violencia y el desconocimiento de un elemento básico de la democracia como es el Estado de Derecho” por parte del canal.
La Red decidió llevar el 1 de junio la sanción del CNTV a la Corte de Apelaciones de Santiago, apelando al “interés público” del testimonio del Comandante Ramiro; el 15 de septiembre de 2021, la Octava Sala del tribunal de alzada dejaría sin efecto la sanción del ente regulador televisivo, declarando que "las expresiones del entrevistado, obedecen a su personal opinión de los hechos que culminaron con la muerte de un Senador de la República y por la cual el entrevistado fue condenado penalmente", y que "la entrevista a Mauricio Hernández Norambuena, permitió a este último ejercer su derecho a la libertad de expresión manifestando sus opiniones, que pueden ser calificadas por el auditorio como verdaderas o falsas, pero no por ello dejan de ser simplemente opiniones que pudieron agradar o desagradar a los espectadores (…) Pero de ninguna forma el desagrado puede llevar a censura o la sanción, como tampoco se puede señalar que esa entrevista se hubiere dado en un ambiente en que se pudo haber infringido el respecto a la diversidad política como se señala por el CNTV, dado que se trata de una entrevista (…)".

### No transmisión de la Teletón, Cuenta Pública, debate primarias Anatel y Parada Militar 2021
En abril de 2021, ejecutivos de La Red habrían solicitado a la Fundación Teletón mayor transparencia sobre sus finanzas, condicionando su transmisión y participación de sus rostros en la campaña 2021; los reparos estarían basados en la falta de detalle en torno a los montos que reciben canales y productoras tras el evento, y también en la ausencia de claridad sobre la ayuda entregada tras la realización de la campaña solidaria Vamos Chilenos. De acuerdo a La Red, "cualquier participación en futuras jornadas de este tipo, tendrán que ver con la claridad y transparencia en los ejercicios contables que se hayan realizado (en Teletón); especialmente en los últimos años”. Mario Kreutzberger, ante la decisión, declaró que "es Anatel la que es socio principal" de la campaña, y que el canal "tiene pleno derecho a restarse", ya que "es una red voluntaria".
El 1 de junio, el canal no transmitió la Cuenta Pública 2021 del presidente Sebastián Piñera, aduciendo que la decisión de emitir las cadenas nacionales "es voluntaria"; el canal declaró además que "mientras la autoridad estaba haciendo su cuenta, el canal ya estaba desmenuzando lo señalado por el Ejecutivo” en Hola Chile, y continuaría el análisis en Mentiras Verdaderas.
En el mes de julio se hizo público que La Red no emitiría ni participaría de los debates organizados por Anatel entre los candidatos presidenciales de las primarias legales de Apruebo Dignidad (11 de julio) ni de Chile Vamos (12 de julio). Sin embargo, y en conjunto con Canal 13, el canal organizó el 2 de agosto un debate entre los candidatos presidenciales de la consulta ciudadana del pacto Unidad Constituyente Yasna Provoste, Paula Narváez y Carlos Maldonado.
El 19 de septiembre, día de las Glorias del Ejército, la estación tampoco se sumó a la transmisión de los demás miembros de Anatel de la Parada Militar 2021; previamente, La Red no había emitido la ceremonia en 2018 y 2019.

### Parodia al Ejército enPolíticamente Incorrecto
Durante la emisión del espacio Políticamente Incorrecto del 16 de abril de 2021 fue presentado un sketch llamado Entrevistas de Verdad, donde la actriz Belén Mora y Francisco Acuña parodiaron al espacio del canal Entrevista Verdadera conducido por Mónica González. En el segmento, Acuña personificó a “un militar de verdad”, cuya rutina hacía alusión satíricamente a los casos de corrupción y derechos humanos en los que se ha visto envuelto el Ejército de Chile.
Dos días más tarde, y desde la cuenta de Twitter de la institución, la Secretaría General castrense hizo pública una carta enviada a Víctor Gutiérrez, donde manifestaron su molestia y rechazo contra la decisión de La Red de emitir el sketch, declarando que "la manera en que se denosta al Ejército y sus integrantes no demuestra otra cosa que el ánimo de deslegitimarlo y degradarlo, aprovechando la facilidad que le otorga para ello, un medio de comunicación, reflejando además ignorancia del quehacer institucional”.
A la carta del Ejército se sumaría un apoyo explícito del gobierno, el que se materializó a través de una carta firmada por el ministro de Defensa Baldo Prokurica. En la declaración pública, el titular de la cartera respaldó la misiva y calificó la emisión del segmento como "muy lamentable", ya que en opinión del gobierno “no es aceptable recurrir a la parodia para enlodar instituciones y personas que prestan un servicio imprescindible a nuestra patria y a todos sus ciudadanos, incluyendo a quienes los denostan tan livianamente”.
Ante ambos hechos, el director de la División Américas de Human Rights Watch José Miguel Vivanco, manifestó su descontento ante la respuesta del Ejército y el gobierno de Sebastián Piñera, declarando que ambas misivas contra La Red “muestran un elemental desconocimiento de estándares internacionales sobre libertad de expresión y parecieran destinados a intimidar a quienes critican o parodien a las Fuerzas Armadas”.

### Retiro de avisaje de Carozzi
En septiembre de 2021, La Red decidió programar –de forma inédita en televisión abierta desde el regreso a la democracia– el documental La batalla de Chile de Patricio Guzmán en horario estelar las noches del viernes 10, sábado 11 y domingo 12, precedida por una entrevista al cineasta en la edición de Mentiras Verdaderas del jueves 9. Durante el día domingo, usuarios en Twitter denunciaron que Empresas Carozzi, propietaria de la marca homónima de pastas y harinas, además de Costa, Ambrosoli, Bresler, Vivo, Master Dog, Master Cat, Pomarola, Sprim, Caricia y Selecta, entre otras había retirado su publicidad del canal tras la emisión de la segunda parte de la trilogía, El golpe de estado.
La Red confirmó durante la tarde del domingo 12 a través de su cuenta en Twitter que Carozzi efectivamente había retirado sus pautas comerciales; Carozzi respondió al canal directamente en Twitter, declarando que dicha afirmación era "completamente falsa" y que "por respeto a nuestros consumidores y a su forma de pensar no auspiciamos programas con contenido político". Horas más tarde, y usando su cuenta corporativa en Twitter, Carozzi emitió un nuevo comunicado donde señaló que no había tenido contacto alguno con La Red, y que “en este caso en particular nos encontramos frente a un error cometido desde la agencia" Initiative —propiedad de la multinacional IPG— la que "no respetó nuestros lineamientos previamente conocidos por ellos, hecho que lamentamos profundamente”.
En un tercer comunicado emitido el mismo domingo, Carozzi señaló que la pauta exhibida en la tanda de La Red durante la noche del sábado correspondía a una bonificación gratuita negociada por Initiative y acordada sin conocimiento de la compañía, la que fue "aceptada por error". El canal respondió desde sus redes sociales tildando la justificación de Carozzi como "irracional" tras la denuncia, y argumentando que su área comercial recibió una instrucción explícita de "(…) bajar esa tanda a pedido del cliente pues estábamos emitiendo La Batalla de Chile".

## Señal en alta definición

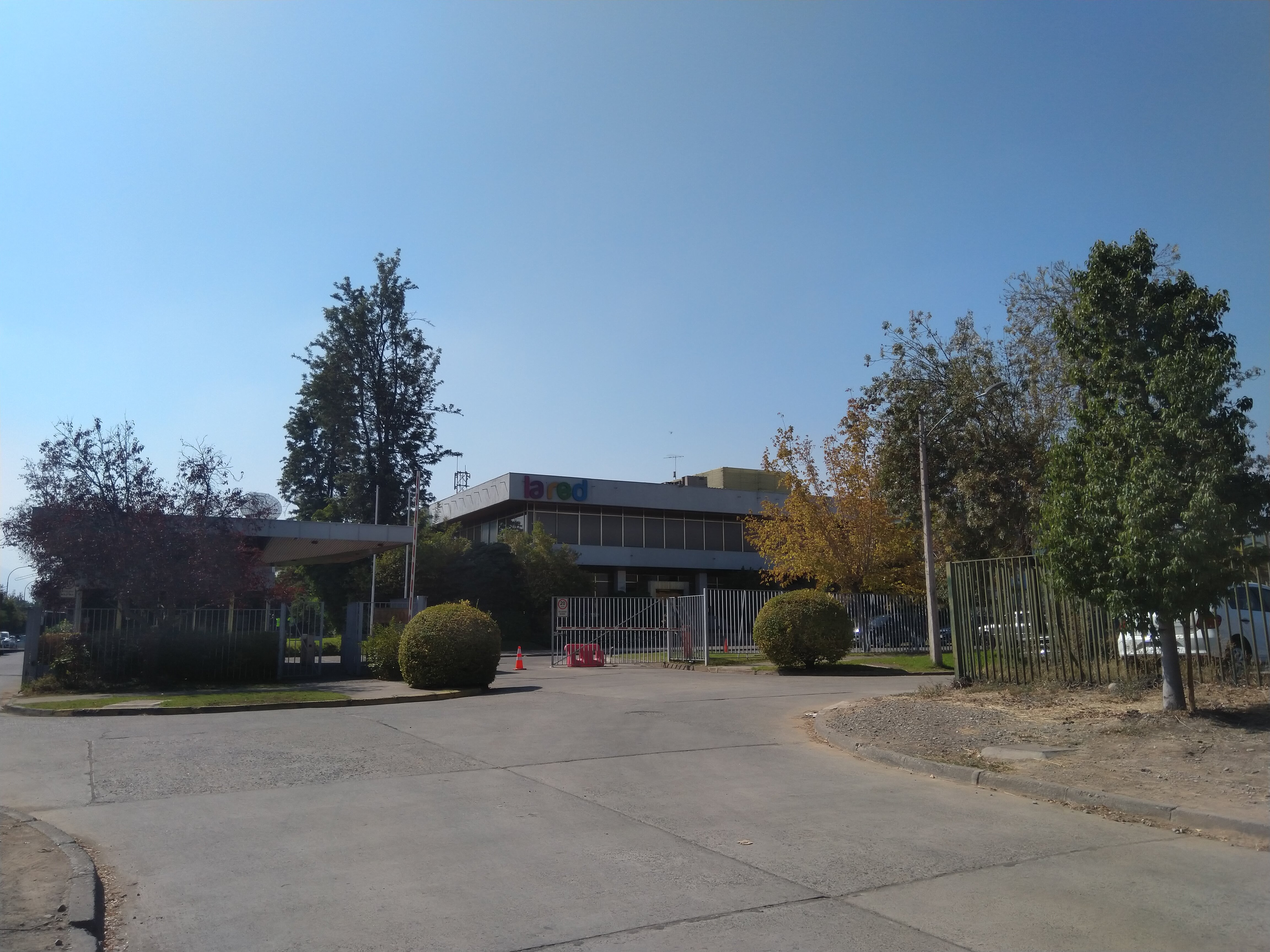
Edificio corporativo de La Red en la comuna de Macul.

El 1 de octubre de 2010, La Red lanzó su señal experimental en la TDT en el canal 28 de la banda UHF de Santiago, utilizando un transmisor de 100 watts facilitado por la SUBTEL. La señal se emitía en calidad SD (con una relación de aspecto 720x480i 4:3 a 60 bandas por segundo) encodificada en el estándar ISDB-Tb.[cita requerida]
Durante la madrugada del 27 de enero de 2014, La Red realizó la migración a un nuevo complejo ubicado en Avenida Quilín, Macul. El 1 de abril de 2014, La Red empezó a emitir de forma nativa en alta definición a través de su señal en internet. Estaba previsto que la emisora comenzase a transmitir en 1080i en la TDT de Santiago antes de 2018, debido a la promulgación de la Ley de Televisión Digital; se esperaba que la señal HD del canal estuviese disponible a nivel nacional en 2019.
El 23 de octubre de 2018, el canal fue agregado a la grilla de DirecTV de forma temporal en el canal 1148, regresando de forma definitiva el 26 de noviembre de ese año.
El 5 de diciembre de 2018, La Red cambió su relación de aspecto de 4:3 a 16:9 y dejó de usar las siglas HD en su señal en alta definición, las cuales diferenciaban ambas señales.[cita requerida] El 28 de enero de 2019, el canal lanzó su señal HD por el canal 4.1 de Santiago y el 3 de septiembre de 2019 fue agregado a la grilla de VTR en el canal 706.
Sin embargo, el canal no logró realizar la migración a la TV digital a nivel nacional en el plazo establecido por ley (ya que solo era transmitido en las ciudades de Santiago, Rancagua y Chillán), por lo cual, argumentaban que esto se debía a "la compleja situación económica de la concesionaria, producto de la movilización social de octubre de 2019, y a una crisis logística con los proveedores, que demoraron sus entregas, especialmente de las antenas, causando retrasos en el transporte de materias primas y del producto terminado", y que "habían comprado equipos transmisores para iniciar las transmisiones, pero no fue posible por falta de fondos". El Consejo Nacional de Televisión negó estas razones, al considerar que no se trató de "un caso fortuito o de fuerza mayor, y que por lo tanto no afectaban la realización de la conducta infraccional"; entonces, el organismo sancionó a la señal propiedad de Albavisión con una multa de 50 UTM (unos $3 millones de pesos aproximadamente), por no iniciar a tiempo los servicios de televisión digital en Concepción, Isla de Pascua, Puerto Montt, San Fernando, Talca, Osorno y Temuco, luego de que el canal no pidiera la prórroga suficiente para realizar la migración a la televisión digital terrestre. 
A pesar de esto, y para cumplir con las obligaciones y evitar más multas, La Red comenzó a iniciar las transmisiones de TDT en diferentes localidades; el 11 de abril de 2024, La Red llegó con su señal digital al Gran Valparaíso en el canal 2.1, a las ciudades de Chillán y Rancagua, y en mayo, se realizó la migración digital en las ciudades de Talca, Concepción, Temuco, Osorno y Puerto Montt. Entre agosto y septiembre, se finalizó la migración digital en el norte del país, para las ciudades de Arica, Iquique, Antofagasta, Copiapó y La Serena-Coquimbo.
Al mismo tiempo, el canal renunció a las concesiones en las localidades de Isla de Pascua, Ovalle, Papudo, San Fernando, Zapallar y Valdivia (donde perdió la concesión de su señal digital porque el CNTV le entregó la señal a la empresa Grupo AFR SpA).Aun asi, el canal tiene intenciones de participar a un concurso de televisión digital en el CNTV para postular nuevamente a algunas de estas localidades.

## Administración
Entre 1991 y 1992 el canal fue propiedad de dos sociedades. La primera compuesta entre Chilefilms y Jaime Castro y Cía (50%), mientras que la segunda entre el Grupo Saieh y Friedberg (50%). Posteriormente, entre 1993 y 1996 Copesa fue propietaria del 50 % del canal de televisión hasta septiembre de 1999. Canwest Global Communications Group, adquirió el 50 % del canal en el mes de diciembre de 1994 y estuvo hasta abril de 1996. Sociedad La Red, fue un grupo de pequeños inversionistas de Copesa que compró el 25 % de los activos de Canwest. Funcionó entre mayo y diciembre de 1996, y el otro 25 % fue adquirido por Álvaro Saieh. En 1997 la Sociedad Mackenna y Latorre Ltda, administró durante un año la propiedad de la señal.
En el Inicio de 1998 TV Azteca adquirió el 75 % de la señal por US$10 000 000, y el restante fue adquirido por Copesa, pagando US$3 000 000. Dicha sociedad funcionó hasta septiembre de 1999, cuando el empresario mexicano Remigio Ángel González compró el canal a través del grupo Albavisión, la transacción fue de US$15.000.000 pagada a las partes propietarias de TV Azteca.

### Directores ejecutivos
- 1991-1992: Sergio Melnick Israel.
- 1992: Jorge Id.
- 1993: Juan Carlos Latorre.
- 1994-1995: Eduardo Tironi Barrios.
- 1995-1996: Jorge Mackenna.
- 1997-1998: Marcelo Pandolfo.
- 1999-2010: José Manuel Larraín Melo.
- 2010-2017: Javier Urrutia Urzúa.
- 2017-2018: Isabel Boegeholz San Martín.
- 2018-2020: José Manuel Larraín Melo.
- 2020-2022: Víctor Gutiérrez.
- 2022-presente: Marcelo Pandolfo.[41]

## Índices de audiencia mensuales
| Año  | E   | F   | M   | A   | M   | J   | J   | A   | S   | O   | N   | D   |
| ---- | --- | --- | --- | --- | --- | --- | --- | --- | --- | --- | --- | --- |
| 1993 | —   | —   | —   | —   | —   | —   | —   | 2,5 | —   | 2,1 | 2,1 | 2   |
| 1994 | —   | 1,8 | 1,8 | 1,8 | 2   | 1,8 | 2   | 2,3 | 2,1 | 2,1 | 2,4 | 2,5 |
| 1995 | —   | —   | —   | —   | —   | —   | 2,6 | 2,5 | 2,2 | 2,2 | 2   | 2,1 |
| 1996 | —   | —   | —   | s/i | s/i | s/i | s/i | s/i | s/i | s/i | s/i | s/i |
| 1997 | s/i | s/i | s/i | s/i | s/i | s/i | s/i | s/i | s/i | s/i | s/i | s/i |
| 1998 | s/i | s/i | s/i | s/i | 0,9 | 1,2 | —   | 1,0 | 1,2 | 1,5 | 1,7 | 1,4 |
| 1999 | —   | 1,6 | 1,8 | 1,8 | 2,1 | 1,9 | 1,7 | 1,7 | —   | 2,3 | 2,3 | 2,4 |
| 2000 | —   | 2,3 | 2,6 | 2,6 | 2,6 | 2,9 | 3,3 | 4,1 | 4,1 | 4,3 | 4   | 3,5 |
| 2001 | —   | 3,4 | 4,4 | 4,7 | 4,6 | 4,6 | 4   | 3,5 | —   | 3,7 | 3,7 | 3,1 |
| 2002 | 3,0 | 3,4 | 4,1 | 4,1 | 4   | 4   | 3,7 | 3,6 | 4   | 3,9 | 3,6 | 3,4 |
| 2003 | 3,3 | 3,3 | 3,8 | 3,9 | 4,2 | 4,6 | 4,9 | 4,8 | 4,6 | 4,7 | 4,7 | 4,4 |
| 2004 | —   | —   | 4,2 | 4,7 | 4,5 | 4,6 | 5,2 | 4,8 | —   | —   | —   | —   |
| 2005 | —   | —   | 4,8 | 5   | 5   | 5,2 | 5,4 | —   | —   | —   | —   | —   |
| 2006 | —   | —   | —   | —   | 0,9 | 2,8 | —   | 3,6 | —   | —   | 3,8 | —   |
| 2007 | —   | 3,4 | 3,5 | —   | —   | —   | 3,8 | —   | —   | —   | —   | —   |
| 2008 | —   | 2,5 | 3,1 | —   | —   | —   | 3,4 | —   | —   | —   | 3,3 | —   |
| 2009 | —   | —   | —   | —   | —   | —   | —   | —   | —   | 3,3 | —   | —   |
| 2010 | —   | —   | —   | —   | —   | —   | —   | —   | 1,5 | 1,9 | 2,3 | 2,1 |
| 2011 | 2,2 | 1,9 | 2,1 | 2,1 | 3,6 | 3,5 | 3,8 | 3,7 | —   | —   | —   | —   |
| 2012 | 3,9 | 1,3 | 2,5 | 2,8 | 3,7 | 3,6 | 3,4 | 4   | —   | —   | —   | —   |
| 2013 | —   | 2,4 | 2,4 | 2,6 | 2,5 | 2,7 | 3,2 | 3,5 | 1,8 | —   | —   | 2,1 |
| 2014 | —   | —   | —   | —   | —   | —   | —   | —   | —   | —   | —   | —   |
| 2015 | —   | 1,3 | —   | —   | —   | —   | —   | —   | —   | —   | —   | —   |
| 2016 | 1,2 | —   | 1,3 | 1,3 | 1,3 | 1,2 | —   | —   | —   | 1,2 |     |     |
| 2017 | 1,1 | 0,9 | -   | -   | -   | 1,5 | -   | -   | -   | -   | -   | -   |
| 2018 | 1,4 | 1,3 | _   | 1,6 | 1,7 |     |     |     |     |     |     |     |
| 2019 | //  | //  | //  | //  | //  | //  | //  | //  | //  | //  | //  | //  |
| 2020 | //  | //  | //  | //  | //  | //  | //  | //  | //  | //  | //  | //  |
| 2021 | //  | //  | //  | //  | //  | //  | //  | //  | //  | //  | //  | 0,9 |
| 2022 | //  | //  | //  | //  | //  | //  | //  | //  | //  | //  | //  | //  |

- Entre abril de 1996 y mayo de 1998 el canal no estuvo suscrito a la medición del índice de audiencia. Los índices fueron calculados de apertura a cierre.